# 타브카 댐
타브카 댐(سد الطبقة, Bendava Tebqa, ܣܟܪܐ ܕܛܒܩܗ Sekro d'Tabqa), 또는 알타우라 댐은 시리아의 댐으로 통상적으로는 유프라테스 댐(سد الفرات, Bendava Firatê, ܣܟܪܐ ܕܦܪܬ Sekro d'Proth)으로 알려져 있다. 타브카 댐은 유프라테스강에 지어진 댐으로, 제방 댐이며 시리아 락까 주의 락까로부터 상류로 40km 떨어진 곳에 위치하고 있다. 타브카 시가 댐 바로 아래에 위치하고 있다. 댐은 높이가 60m이며 너비가 4.5km로 시리아에서 가장 큰 규모의 댐이다. 이 댐의 건축으로 시리아에서 가장 큰 저수지인 아사드 호가 생겨났다. 댐은 1968년부터 1973년까지 소련의 지원 하에 지어졌다. 동시에 수위가 높아질 때 발생할 수 있는 홍수에 대비해 가능한 한 많은 고고학적 유적에 대해 기록하고 발굴하는 국제적 작업이 이어졌다. 1974년 댐 뒤의 호수를 채우기 위해 유프라테스강의 수위가 낮췄을 때 이라크와 시리아 사이에 갈등이 빚어졌고, 소련과 사우디아라비아가 이를 중재했다. 댐은 처음에 수력발전과 관개를 유프라테스강 양쪽에서 시행할 수 있도록 지어졌으나, 두 목표 중 어느 것도 달성하지 못했다.

## 같이 보기
- 바스 댐